# Rubens de Falco
Rubens de Falco da Costa (San Paolo, 19 ottobre 1931 – San Paolo, 22 febbraio 2008) è stato un attore brasiliano noto per il suo lavoro nelle telenovele, in particolare per aver interpretato il proprietario di schiavi nella telenovela del 1976, La schiava Isaura, e per aver recitato nel 1986 in un'altra telenovela in costume, Il cammino della libertà..

## Biografia

### Carriera
Iniziò la carriera di attore in un teatro della sua città. Nel 1955 si unì al gruppo "Os Jograis", di San Paolo, e si esibì al fianco di attori come Ruy Afonso, Italo Rossi e Felipe Wagner. Esordì sul grande schermo nel 1952 nel film Appassionata, per la Compagnia Cinematografica Vera Cruz.
Sostenne ruoli importanti in telenovelas come O Rei dos Ciganos (1967), A Rainha Louca (1967), O Passo dos Ventos (1968), Gabriela (1975), O Grito (1975), Dona Xepa (1977), Marina (1978).
Forse il suo lavoro televisivo più noto risale al 1976, quando egli fu scelto per la parte di Leôncio Almeida, spietato proprietario di schiavi nella telenovela La schiava Isaura  , che fu accolta molto bene a livello globale e divenne un successo in Africa, Europa orientale e America Latina. Fu la prima telenovela trasmessa in Polonia e Unione Sovietica e divenne la prima serie televisiva ad andare in onda in Cina con un'attrice straniera nel ruolo principale. Rubens de Falco, che interpretava Leôncio Almeida, venne definito "il grande cattivo del dramma televisivo brasiliano" dall'attrice protagonista Lucélia Santos.
Interpretò nuovamente un potente fattore, il Barone de Araruna, nella telenovela del 1986, Il cammino della libertà, lavorando ancora accanto a Lucélia Santos, che questa volta dava il volto alla figlia ribelle.
L'ultima apparizione di De Falco come attore televisivo avvenne nel ruolo del padre di Leoncio Almeida nel 2004 nel remake Rede Record di La schiava Isaura.

### Morte
Rubens de Falco morì il 22 febbraio 2008 per insufficienza cardiaca presso l'unità geriatrica sanitaria del CIAI a San Paolo.

## Vita privata
Non era sposato e non lasciò discendenti. Ebbe una breve relazione con la collega Susana Vieira, sua partner nella telenovela Marina.

## Filmografia

### Cinema
- Appassionata, regia di Fernando De Barros (1952)
- Esquina da Ilusão, regia di Ruggero Jacobbi (1953)
- Floradas na serra, regia di Luciano Salce (1954)
- O Capanga, regia di Alberto Severi (1957)
- O Pão Que o Diabo Amassou, regia di Maria Basaglia (1957)
- Engraçadinha Depois dos Trinta, regia di J. B. Tanko (1966)
- Essa Gatinha é Minha, regia di Jece Valadão (1966)
- O Homem Que Comprou o Mundo, regia di Eduardo Coutinho (1968)
- O Impossível Acontece, regia di C. Adolpho Chadler, Anselmo Duarte e Daniel Filho (1969) - (episodio: Eu, Ela e o Outro)
- Tempo de Violência, regia di Hugo Kusnet (1969)
- Anjos e Demônios, regia di Carlos Hugo Christensen (1970)
- Uma Pantera em Minha Cama, regia di Carlos Hugo Christensen (1971)
- Missão: Matar, regia di Alberto Pieralisi (1972)
- A Difícil Vida Fácil, regia di Alberto Pieralisi (1972)
- Café na Cama, regia di Alberto Pieralisi (1973)
- O Mau-Caráter, regia di Jece Valadão (1974)
- O Homem da Cabeça de Ouro, regia di Alberto Pieralisi (1975)
- Nós, Os Canalhas, regia di Jece Valadão (1975)
- Deixa, Amorzinho... Deixa, regia di Saul Lachtermacher (1975)
- O Sósia da Morte, regia di Luiz de Miranda Corrêa e João Ramiro Mello (1975)
- Este Rio Muito Louco, regia di Geraldo Brocchi, Luiz de Miranda Corrêa e Denoy de Oliveira (1977) - (episodio: Fátima Todo Amor)
- Coronel Delmiro Gouveia, regia di Geraldo Sarno (1978)
- A Dama de Branco, regia di Mário Latini (1978)
- Os Foragidos da Violência, regia di Luiz de Miranda Corrêa (1979)
- Pixote - La legge del più debole (Pixote: A Lei do Mais Fraco), regia di Héctor Babenco (1981)
- Macho y hembra, regia di Mauricio Walerstein (1984)
- La hora Texaco, regia di Eduardo Barberena (1985)
- Profesión: vivir, regia di Carlos Rebolledo (1985)
- Un hombre de éxito, regia di Humberto Solás (1986)
- O Monge e a Filha do Carrasco, regia di Walter Lima Jr. (1996)
- Sonhos Tropicais, regia di André Sturm (2001)
- Fim da Linha, regia di Gustavo Steinberg (2008)

### Televisione
- Grande Teatro Tupi – serie TV, 5 episodi (1952-1959)
- Maria Antonieta – serie TV (1961)
- A Muralha – serie TV (1961)
- Conflito – serie TV (1963)
- A Rainha Louca – serie TV, 250 episodi (1967)
- O Rei dos Ciganos – serie TV, 120 episodi (1966-1967)
- Demian, o Justiceiro – serie TV (1968)
- Passo dos Ventos – serie TV (1968)
- A Última Valsa – serie TV, 103 episodi (1969)
- Tempo de Viver – serie TV, 1 episodio (1972)
- Supermanoela – serie TV (1974)
- Escalada – serie TV (1975)
- Gabriela – serie TV (1975)
- O Grito – serie TV, 125 episodi (1975-1976)
- La schiava Isaura (Escrava Isaura) – serie TV, 4 episodi (1976-1977)
- Dona Xepa – serie TV, 132 episodi (1977)
- Magia (O Astro) – serie TV, 187 episodi (1977-1978)
- Os Maias – serie TV, 4 episodi (1979)
- Marina (A Sucessora) – serie TV, 125 episodi (1978-1979)
- Gaivotas – serie TV, 142 episodi (1979)
- Drácula, Uma História de Amor – serie TV, 4 episodi (1980)
- Um Homem Muito Especial – serie TV, 137 episodi (1980-1981)
- Campeão – serie TV (1982)
- La bruja – serie TV, 52 episodi (1982)
- Gli emigranti (Os Imigrantes) – serie TV, 458 episodi (1981-1982)
- Maçã do Amor – serie TV (1983)
- Viver a Vida, regia di Mário Márcio Bandarra – miniserie TV (1984)
- Padre Cícero, regia di Paulo Afonso Grisolli e José Carlos Pieri – miniserie TV (1984)
- Grande Sertão: Veredas, regia di Walter Avancini – miniserie TV (1985)
- Il cammino della libertà (Sinhá Moça) – serie TV, 167 episodi (1986)
- Bambolê – serie TV, 172 episodi (1987-1988)
- Pacto de Sangue – serie TV, 119 episodi (1989)
- Salomé – serie TV, 1 episodio (1991)
- Brasileiras e Brasileiros – serie TV, 150 episodi (1990-1991)
- Memorial de Maria Moura – miniserie TV (1994)
- Confissões de Adolescente – serie TV, 2 episodi (1994)
- Sangue do Meu Sangue – serie TV (1995)
- Os ossos do barão – serie TV (1997)
- Brida – serie TV, 54 episodi (1998)
- A Escrava Isaura – serie TV, 25 episodi (2004)